# Cristina Enrichetta d'Assia-Rheinfels-Rotenburg
Cristina Enrichetta d'Assia-Rheinfels-Rotenburg (Rotenburg an der Fulda, 21 novembre 1717 – Palazzo Carignano, 1º settembre 1778) è stata una principessa tedesca della dinastia dell'Assia-Rheinfels-Rotenburg. Per matrimonio fu Principessa di Carignano e madre della Principessa di Lamballe.

## Biografia

### Infanzia

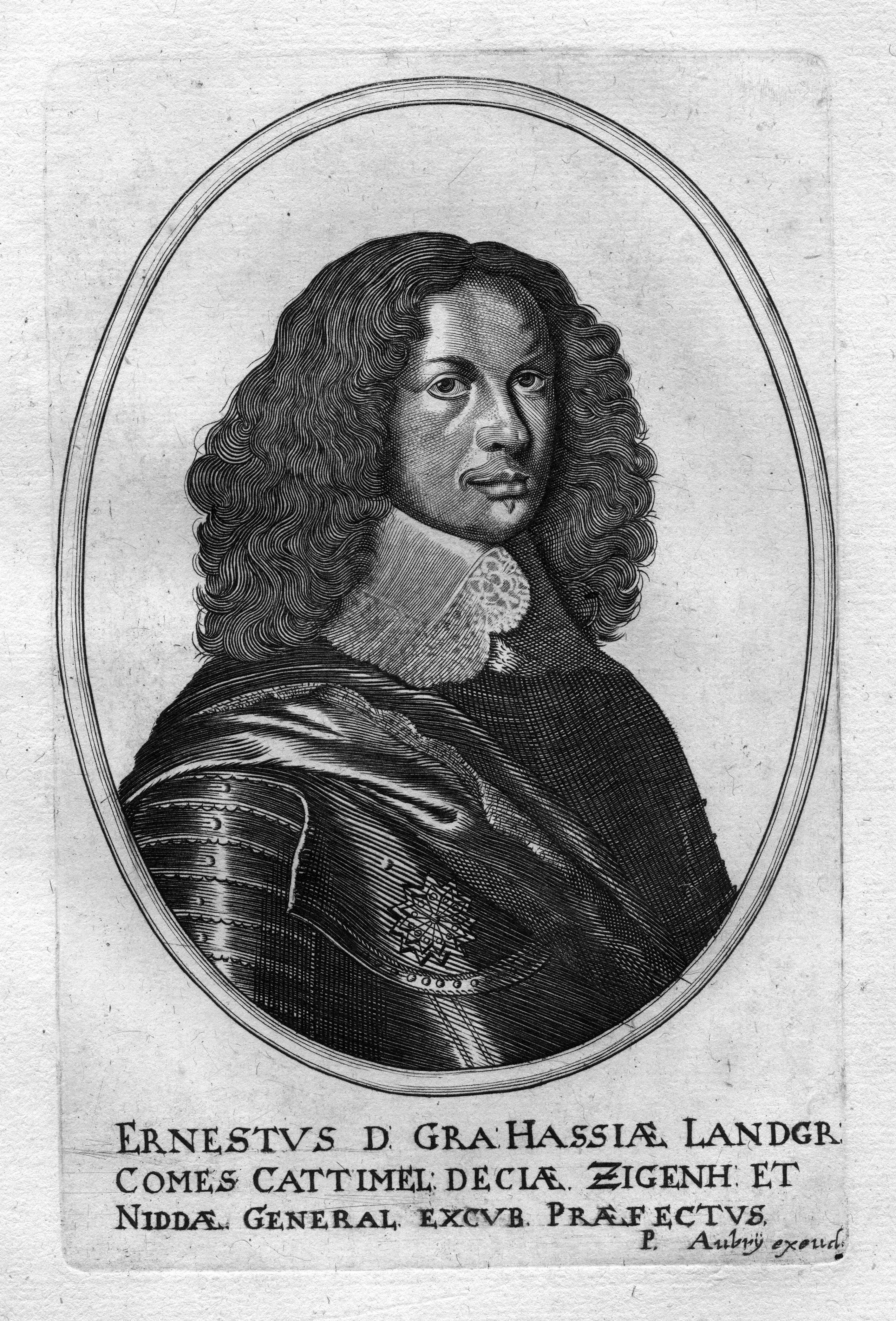
Ernesto Leopoldo d'Assia-Rheinfels-Rotenburg in una stampa d'epoca

Nacque il 21 novembre 1717, ultimogenita del langravio Ernesto Leopoldo d'Assia-Rotenburg e della di lui moglie Eleonora Maria di Löwenstein-Wertheim-Rochefort.
Cristina aveva nove fratelli e sorelle: la maggiore, Polissena, nel 1730 sposò il futuro re di Sardegna, Carlo Emanuele III di Savoia; tra i discendenti di Polissena si possono annoverare il granduca regnante Enrico di Lussemburgo ed i pretendenti ai troni del Ducato di Parma e del Regno delle Due Sicilie, rispettivamente Carlo Ugo di Borbone-Parma e Carlo Maria di Borbone-Due Sicilie. Un'altra sorella, Carolina, fu la moglie del primo ministro francese Luigi Enrico, duca di Borbone, e fu Principessa di Condé fino alla sua morte prematura nel 1741.

### Matrimonio

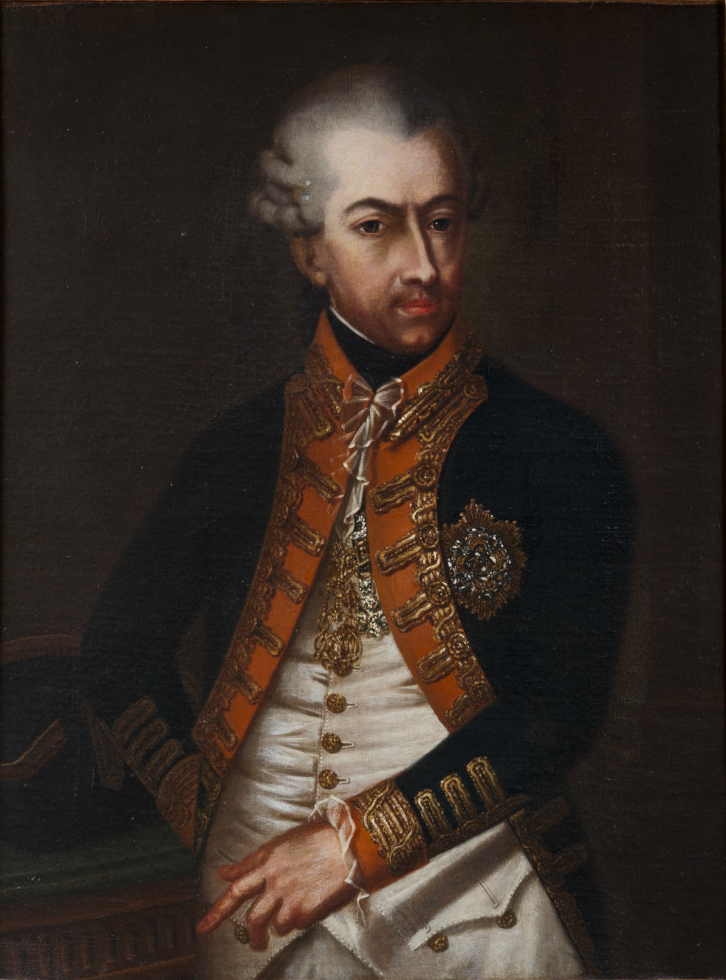
Luigi Vittorio di Savoia, principe di Carignano, ritratto nel 1777

Dopo il matrimonio della sorella Polissena Cristina, Cristina Enrichetta venne fidanzata a Luigi Vittorio, principe di Carignano; egli era il maggiore tra i figli sopravvissuti di Vittorio Amedeo I di Savoia-Carignano e della moglie Maria Vittoria Francesca di Savoia. Luigi Vittorio era quindi un discendente in linea maschile di Tommaso Francesco di Savoia, fondatore della linea dei Savoia-Carignano assieme alla moglie Maria di Borbone-Soissons; questa casata, che godeva del rango di Prince étranger in Francia, era un ramo cadetto di Casa Savoia, duchi di Savoia dal 1416 al 1718 e re di Sardegna dal 1720 fino al 1861.
Cristina Enrichetta sposò Luigi Vittorio il 4 maggio 1740 all'età di ventidue anni.

### Principessa di Carignano

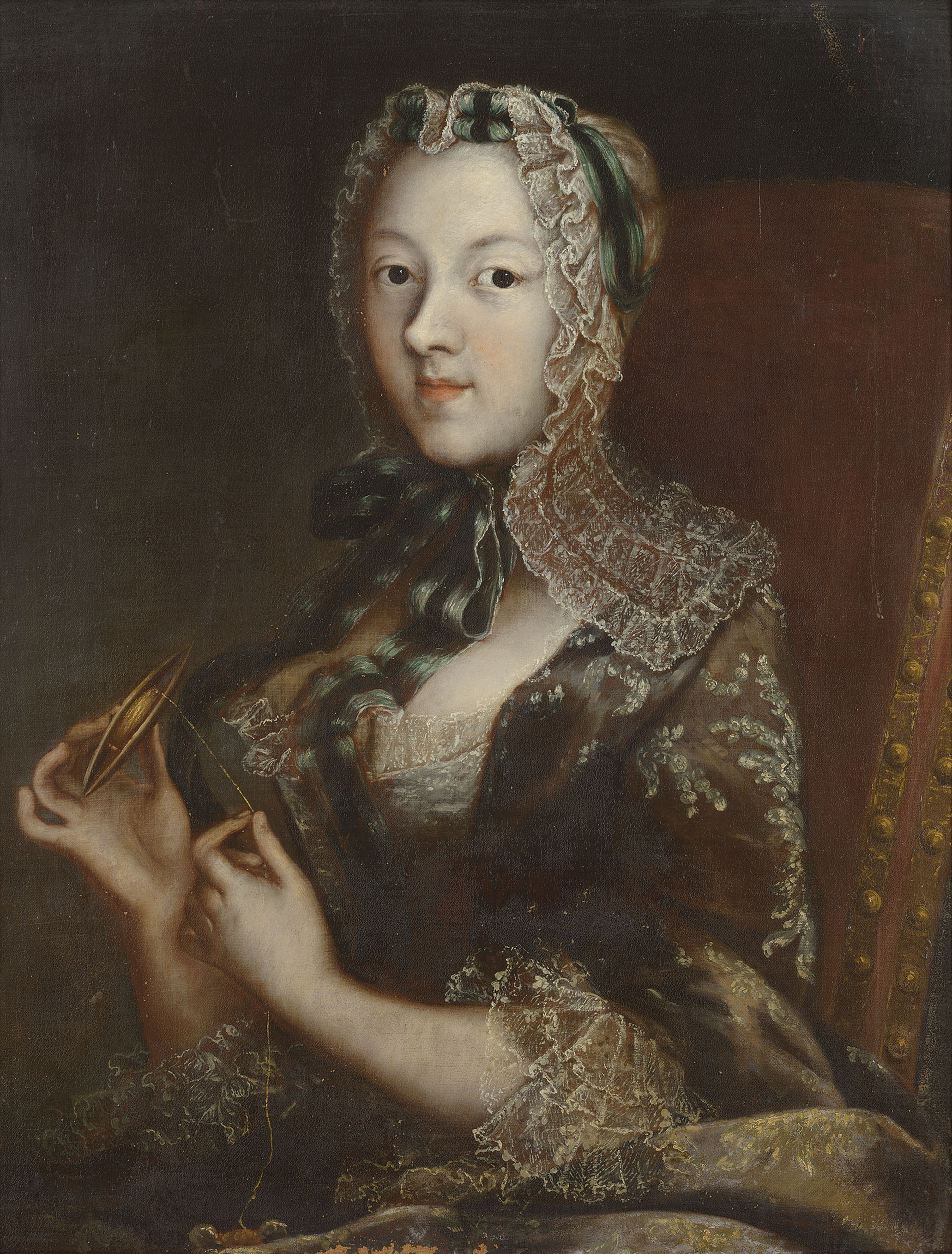
Cristina d'Assia-Rotenburg, principessa di Carignano, in un ritratto di scuola piemontese del XVIII secolo

L'anno successivo divenne Principessa di Carignano per diritto del marito che succedette nel principato; il feudo di Carignano apparteneva ai Savoia sin dal 1418 ed il fatto che essa facesse parte del Piemonte, a soli venti chilometri a Sud di Torino, significava che era un principato puramente nominale, essendo sprovvista di indipendenza e di rendite di una qualche sostanza.
Nel 1742 Cristina Enrichetta diede alla luce al primo figlio, una femmina, che venne chiamata Carlotta Maria Luisa, principessa di Savoia, che sarebbe morta nubile. Il secondo figlio fu un maschio e nacque al Palazzo Carignano e venne chiamato Vittorio Amedeo: egli fu il bisnonno del futuro re d'Italia, Vittorio Emanuele II. La seconda figlia femmina, Leopolda Maria, divenne Principessa di Melfi come moglie del principe Giovanni Andrea Doria Landi Pamphili. La figlia successiva, Polissena Teresa, morì a sedici anni nel 1762 senza essersi sposata. La principessa Gabriella nel 1769 si sposò con il Principe di Lobkowicz.
La quinta figlia femmina fu sicuramente la più famosa: era essa la principessa Maria Teresa Luisa di Savoia-Carignano, meglio conosciuta come Principessa di Lamballe, migliore amica della regina Maria Antonietta. Maria Teresa aveva sposato nel 1767 Luigi Alessandro di Borbone-Penthièvre, principe di Lamballe, erede di una delle più grandi fortune dell'epoca e bisnipote di re Luigi XIV di Francia e dell'amante Madame de Montespan; rimasta vedova l'anno successivo, la figlia di Cristina Enrichetta ricevette una cospicua eredità come proprio diritto, divenendo così una donna estremamente ricca.
Nel 1751 Cristina Enrichetta ebbe un altro figlio maschio, che morì due anni dopo; un altro figlio, Eugenio Ilarione, fondò invece la linea dei Savoia-Villafranca, conti di Villafranca, che sopravvive ai giorni nostri. La figlia più giovane, Caterina, contrasse un matrimonio con un esponente della famiglia Colonna.

### Morte
Cristina Enrichetta d'Assia-Rotenburg morì al Palazzo Carignano, a Torino, il 1º settembre 1778; poco meno di tre mesi dopo, il marito spirò anch'esso. Sin dal 1835 il suo corpo giace nella cripta reale della basilica di Superga, nelle vicinanze di Torino, così come quello del marito.
Tra i suoi discendenti attuali si possono ricordare i due cugini pretendenti al trono d'Italia, Vittorio Emanuele, principe di Napoli, e Aimone, VI duca d'Aosta; suo discendente è pure il principe Lorenzo del Belgio, arciduca d'Asburgo-Este.

## Discendenza
Dal matrimonio con il principe Luigi Vittorio di Savoia-Carignano nacquero nove figli:
1. Carlotta Maria Luisa (Torino, 17 agosto 1742 – Torino, 20 febbraio 1794), divenne suora;
2. Vittorio Amedeo (Torino, 31 ottobre 1743 – Torino, settembre 1780), sposò Giuseppina Teresa di Lorena-Armagnac dalla quale ebbe discendenza;
3. Leopolda Maria (Torino, 21 dicembre 1744 – Roma, 17 aprile 1807), sposò il principe Andrea IV Doria Landi Pamphili, 8º principe di Melfi, ed ebbe discendenza;
4. Polissena Teresa (Torino, 31 ottobre 1746 – Torino, 20 dicembre 1762), morì nubile;
5. Gabriella (Torino, 17 maggio 1748 – Vienna, 10 aprile 1828), sposò il principe Ferdinando di Lobkowicz;
6. Maria Luisa (Torino, 8 settembre 1749 – Parigi, 3 settembre 1792), sposò Luigi Alessandro Giuseppe di Borbone, principe di Lamballe; morì durante la rivoluzione francese e nel 1929 Papa Pio XI le attribuì la qualifica di martire, dichiarandola "venerabile";
7. Tommaso (Torino, 6 marzo 1751 – Torino, 23 luglio 1753);
8. Eugenio (Torino, 21 ottobre 1753 – Torino, 30 giugno 1785), sposò Elisabeth Anne Magon Boisgarin da cui ebbe dei figli; diede inizio alla linea dei Savoia-Carignano-Villafranca;
9. Caterina Maria Luisa Francesca (Torino, 4 aprile 1762 – Roma, 4 settembre 1823), sposò don Filippo III Giuseppe Francesco Colonna, 9º principe di Paliano, da cui ebbe discendenza.

## Ascendenza
|                                                                       |                                                          |                                                            | Genitori                                                   |  |  | Nonni |  |  | Bisnonni                                         |  |  | Trisnonni                          |  |
|                                                                       |                                                          |                                                            |                                                            |  |  |       |  |  | Ernesto I, langravio d'Assia-Rheinfels-Rotenburg |  |  | Maurizio, langravio d'Assia-Kassel |  |
|                                                                       |                                                          |                                                            |                                                            |  |  |       |  |  | Ernesto I, langravio d'Assia-Rheinfels-Rotenburg |  |  | Maurizio, langravio d'Assia-Kassel |  |
|                                                                       |                                                          | contessa Giuliana di Nassau-Dillenburg                     |                                                            |  |  |       |  |  | Ernesto I, langravio d'Assia-Rheinfels-Rotenburg |  |  |                                    |  |
| Guglielmo, langravio d'Assia-Rotenburg                                |                                                          |                                                            |                                                            |  |  |       |  |  | Ernesto I, langravio d'Assia-Rheinfels-Rotenburg |  |  |                                    |  |
|                                                                       |                                                          | contessa Maria Eleonora di Solms-Hohensolms                | Filippo Reinardo I, conte di Solms-Hohensolms              |  |  |       |  |  |                                                  |  |  |                                    |  |
|                                                                       |                                                          | contessa Maria Eleonora di Solms-Hohensolms                | Filippo Reinardo I, conte di Solms-Hohensolms              |  |  |       |  |  |                                                  |  |  |                                    |  |
|                                                                       |                                                          | contessa Maria Eleonora di Solms-Hohensolms                | contessa Elisabetta di Wied                                |  |  |       |  |  |                                                  |  |  |                                    |  |
| Ernesto Leopoldo, langravio d'Assia-Rotenburg                         |                                                          | contessa Maria Eleonora di Solms-Hohensolms                |                                                            |  |  |       |  |  |                                                  |  |  |                                    |  |
|                                                                       |                                                          | Ferdinando Carlo, conte di Löwenstein-Wertheim-Rochefort   | Giovanni Teodorico, conte di Löwenstein-Wertheim-Rochefort |  |  |       |  |  |                                                  |  |  |                                    |  |
|                                                                       |                                                          | Ferdinando Carlo, conte di Löwenstein-Wertheim-Rochefort   | Giovanni Teodorico, conte di Löwenstein-Wertheim-Rochefort |  |  |       |  |  |                                                  |  |  |                                    |  |
|                                                                       |                                                          | Ferdinando Carlo, conte di Löwenstein-Wertheim-Rochefort   | contessa Josine von der Marck                              |  |  |       |  |  |                                                  |  |  |                                    |  |
| Maria Anna of Löwenstein-Wertheim-Rochefort                           |                                                          | Ferdinando Carlo, conte di Löwenstein-Wertheim-Rochefort   |                                                            |  |  |       |  |  |                                                  |  |  |                                    |  |
|                                                                       |                                                          | contessa e langravia Anna Maria Fürstenberg-Heiligenberg   | Egon VIII, conte e langravio di Fürstenberg-Heiligenberg   |  |  |       |  |  |                                                  |  |  |                                    |  |
|                                                                       |                                                          | contessa e langravia Anna Maria Fürstenberg-Heiligenberg   | Egon VIII, conte e langravio di Fürstenberg-Heiligenberg   |  |  |       |  |  |                                                  |  |  |                                    |  |
|                                                                       |                                                          | contessa e langravia Anna Maria Fürstenberg-Heiligenberg   | principessa Anna Maria di Hohenzollern-Hechingen           |  |  |       |  |  |                                                  |  |  |                                    |  |
| principessa Cristina d'Assia-Rotenburg                                |                                                          | contessa e langravia Anna Maria Fürstenberg-Heiligenberg   |                                                            |  |  |       |  |  |                                                  |  |  |                                    |  |
|                                                                       | Ferdinando Carlo, conte di Löwenstein-Wertheim-Rochefort | Giovanni Teodorico, conte di Löwenstein-Wertheim-Rochefort |                                                            |  |  |       |  |  |                                                  |  |  |                                    |  |
|                                                                       | Ferdinando Carlo, conte di Löwenstein-Wertheim-Rochefort | Giovanni Teodorico, conte di Löwenstein-Wertheim-Rochefort |                                                            |  |  |       |  |  |                                                  |  |  |                                    |  |
|                                                                       | Ferdinando Carlo, conte di Löwenstein-Wertheim-Rochefort | contessa Josine von der Marck                              |                                                            |  |  |       |  |  |                                                  |  |  |                                    |  |
| Massimiliano Carlo, principe di Löwenstein-Wertheim-Rochefort         | Ferdinando Carlo, conte di Löwenstein-Wertheim-Rochefort |                                                            |                                                            |  |  |       |  |  |                                                  |  |  |                                    |  |
|                                                                       |                                                          | contessa e langravia Anna Maria Fürstenberg-Heiligenberg   | Egon VIII, conte e langravio di Fürstenberg-Heiligenberg   |  |  |       |  |  |                                                  |  |  |                                    |  |
|                                                                       |                                                          | contessa e langravia Anna Maria Fürstenberg-Heiligenberg   | Egon VIII, conte e langravio di Fürstenberg-Heiligenberg   |  |  |       |  |  |                                                  |  |  |                                    |  |
|                                                                       |                                                          | contessa e langravia Anna Maria Fürstenberg-Heiligenberg   | principessa Anna Maria di Hohenzollern-Hechingen           |  |  |       |  |  |                                                  |  |  |                                    |  |
| contessa Eleonora Maria di Löwenstein-Wertheim-Rochefort              |                                                          | contessa e langravia Anna Maria Fürstenberg-Heiligenberg   |                                                            |  |  |       |  |  |                                                  |  |  |                                    |  |
|                                                                       |                                                          | Mathias Khuen von Belasi, conte di Lichtenberg e Gandegg   | Jakob Khuen von Belasi, conte di Lichtenberg e Gandegg     |  |  |       |  |  |                                                  |  |  |                                    |  |
|                                                                       |                                                          | Mathias Khuen von Belasi, conte di Lichtenberg e Gandegg   | Jakob Khuen von Belasi, conte di Lichtenberg e Gandegg     |  |  |       |  |  |                                                  |  |  |                                    |  |
|                                                                       |                                                          | Mathias Khuen von Belasi, conte di Lichtenberg e Gandegg   | baronessa Siguna Margaretha von Annenberg ,                |  |  |       |  |  |                                                  |  |  |                                    |  |
| contessa Maria Polissena Khuen von Belasi von Lichtenberg und Gandegg |                                                          | Mathias Khuen von Belasi, conte di Lichtenberg e Gandegg   |                                                            |  |  |       |  |  |                                                  |  |  |                                    |  |
|                                                                       |                                                          | contessa Anna Susanna von Meggau                           | Ferdinand Balthasar, conte di Meggau                       |  |  |       |  |  |                                                  |  |  |                                    |  |
|                                                                       |                                                          | contessa Anna Susanna von Meggau                           | Ferdinand Balthasar, conte di Meggau                       |  |  |       |  |  |                                                  |  |  |                                    |  |
|                                                                       |                                                          | contessa Anna Susanna von Meggau                           | contessa Esther von Sulz                                   |  |  |       |  |  |                                                  |  |  |                                    |  |
|                                                                       |                                                          | contessa Anna Susanna von Meggau                           |                                                            |  |  |       |  |  |                                                  |  |  |                                    |  |

## Titoli e trattamento
- 21 novembre 1717 – 4 maggio 1740: Sua Altezza Serenissima, la langravia Cristina d'Assia-Rotenburg
- 4 maggio 1740 – 4 aprile 1741: Sua Altezza, la Principessa Luigi Vittorio di Savoia
- 4 aprile 1741 – 1º settembre 1778: Sua Altezza, la Principessa di Carignano